# 海詩別墅

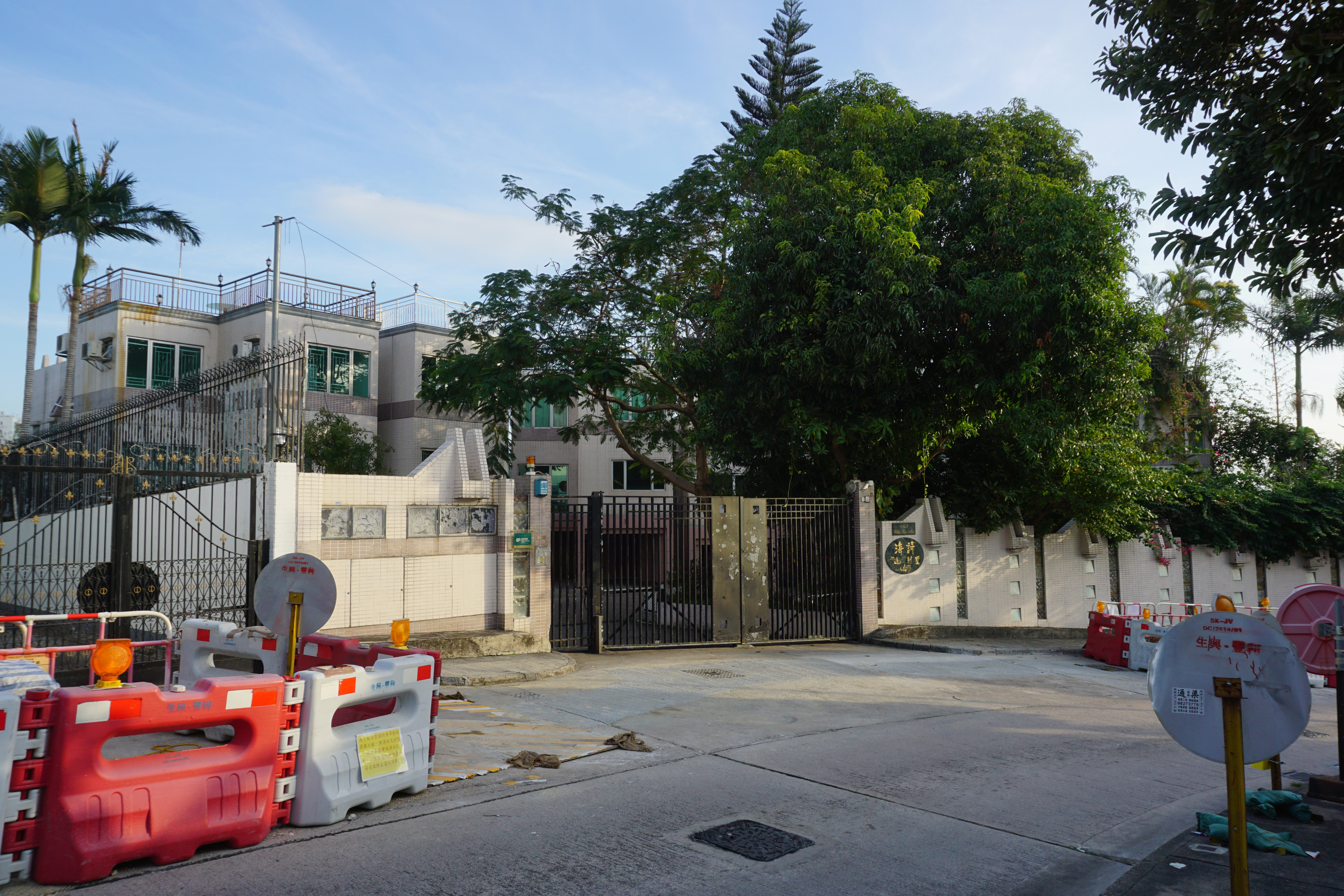
海詩別墅

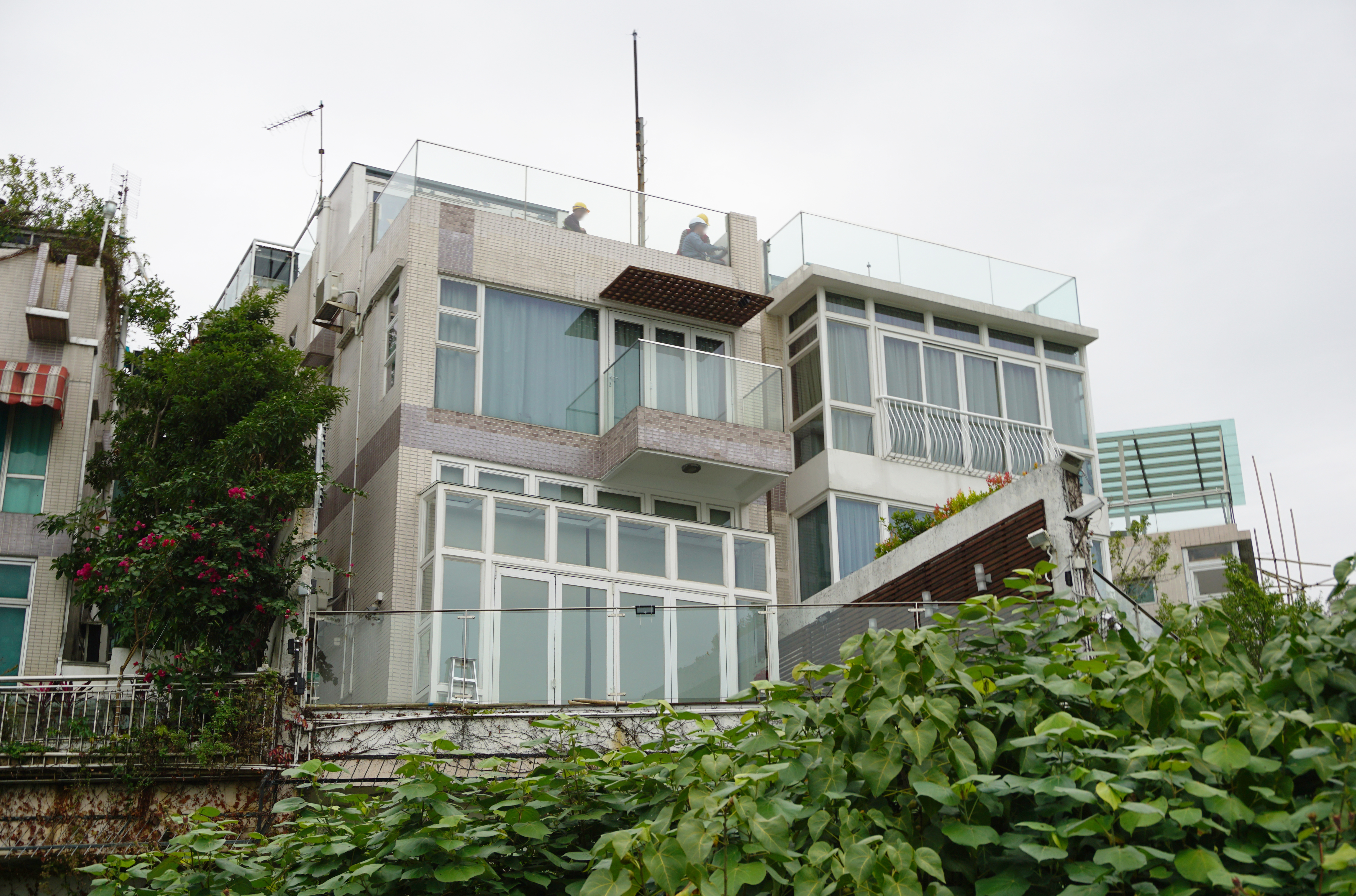
鄭若驊的海詩別墅3號屋（左）及丈夫潘樂陶的4號屋（右）被揭發多處僭建，攝於僭建物被清拆前

海詩別墅（英語：Villa De Mer）是一個位於香港新界屯門小欖樂翠街的低密度住宅發展項目，於1993年落成（32年樓齡），共有6座別墅。
海詩別墅於1993年開售，有報導指是藍瓊纓旗下的地產發展項目。
2016年12月26日，海詩別墅兩間獨立屋遭賊人爆竊，其中一間損失超過500萬，而另一間損失總值約一萬三千元金幣及現金。受害人包括資深大律師、後來於2018年上任香港律政司司長的鄭若驊。2017年1月5日，警方拘捕涉案疑犯。
2018年1月，根據高空照片，記者發現海詩別墅所有別墅都有懷疑僭建物：
- 1、2號屋於花園及天台都有大量疑似僭建物，兩屋的僭建面積均達到1,000至2,000平方呎。《明報》記者曾到放租的2號屋視察，證實2號屋有約400呎僭建地庫。[5]
- 3、4號屋分別由潘樂陶、鄭若驊夫婦擁有，兩屋共有9處僭建，僭建約1,732平方呎。[6]
- 5、6號屋分別有將露台圍封及於天台加建頂部，都屬涉違反建築物條例。